# The Frumpies
The Frumpies fue una banda de punk rock lo-fi, formada en 1992, en Olympia, Washington. La formación original consistía en los cantantes y guitarristas, Tobi Vail, Kathi Wilcox, and Billy Karren (todos eran, simultáneamente, parte de la banda riot grrrl, Bikini Kill) y la baterista de Bratmobile Molly Neuman.
Su debut fue el sencillo de 7 pulgadas, Alien Summer Nights, por el sello Chainsaw Records. Babies and Bunnies fue grabado en 1993, con la futura bajista de make-up y Weird War, Michelle Mae,  firmando el tiempo suficiente para grabar, «Tommy Slich».
Después de un hiatus de dos años, The Frumpies se reunieron en 1996, publicando el EP Eunuch Nights. La colección de CDs, Frumpie One Piece, recompiló todos los sencillos previos de la banda. El último lanzamiento del grupo fue en el 2000, con el EP, "Frumpies Forever"

## Discografía
- Alien Summer Nights (EP de 7 pulgadas), 1993
- Babies & Bunnies (EP de 7 pulgadas), agosto de 1993
- Tommy Slich (EP de 7 pulgadas), 1993
- Safety First (EP de 7 pulgadas), 1994
- Eunuch Nights (EP de 7 pulgadas), 23 de septiembre de 1998
- Frumpie One-Piece (CD), 23 de octubre de 1998
- Frumpies Forever (EP de 7 pulgadas), 1 de agosto del  2000